# 三隈號重巡洋艦
三隈（日语：みくま）是舊日本海軍的重巡洋艦，最上型重巡洋艦2號艦。艦名是以大分縣日田盆地的河流三隈川命名｡

## 艦歷
- 1931年12月24日 三菱重工業長崎造船所動工。
- 1934年5月31日 下水。
- 1935年8月29日 就役。編入第四艦隊。同年9月26日，在三陸沖遭遇「第四艦隊事件」，艦首龜裂。
- 1939年12月30日　20.3（為海軍用語，大小同cm）主砲換裝完成。
- 1941年12月7日 與三艘同級艦組成第七戰隊參予入侵馬來西亞的行動。
- 1942年3月1日　參加爪哇海海戰。與僚艦最上共同擊沉美國重巡候斯頓及澳洲輕巡柏斯。
- 1942年4月1日　進入印度洋展開破交行動，與僚艦最上共同擊沉三艘英國商船。
- 1942年6月4至7日 參加中途島海戰。 與三艘同級艦組成第七戰隊曾計劃在4日晚間對中途島展開砲擊，任務後來被取消，在撤退途中於中途島以西與最上碰撞。本艦損害輕微。7日　受命護衛嚴重損毀最上，但由於本隊在撤退中落後而被美軍艦載機徹底的波狀攻擊中嚴重損毀起火。最後於中途島西北600浬處沉没（有雷擊處分説）。成为日本在二战中损失的第一艘重巡洋舰。8月10日 除籍。

## 歷代艦長

### 艤裝員長
1. 吉田庸光 大佐（昭和9年／1934年5月31日就任）
2. 鈴木田幸造 大佐（昭和9年／1934年7月4日就任）

### 艦長
1. 鈴木田幸造 大佐（昭和10年／1935年8月29日就任）
2. 武田盛治 大佐（昭和10年／1935年11月15日就任）
3. 岩越寒季 大佐（昭和11年／1936年12月1日就任）
4. 入船直三郎 大佐（昭和12年／1937年12月1日就任）
5. 平岡粂一 大佐（昭和13年／1938年11月15日就任）兼任
6. 阿部孝壮 大佐（昭和13年／1938年12月15日就任）
7. 久保九次 大佐（昭和14年／1939年7月20日就任）兼任
8. 木村進 大佐（昭和14年／1939年11月15日就任）
9. 崎山釋夫 大佐（昭和15年／1940年11月1日就任）

## 同型艦
- 最上
- 鈴谷
- 熊野

## 關联項目
- 大日本帝國海軍艦艇列表
- 大日本帝國海軍相撞事故列表